# آل شميلة (مكيراس)

تعديل مصدري - تعديل

ال شميلة هي إحدى قرى عزلة مكيراس بمديرية مكيراس التابعة لمحافظة البيضاء، بلغ تعداد سكانها 52 نسمة حسب تعداد اليمن لعام 2004.